# Tè thailandese

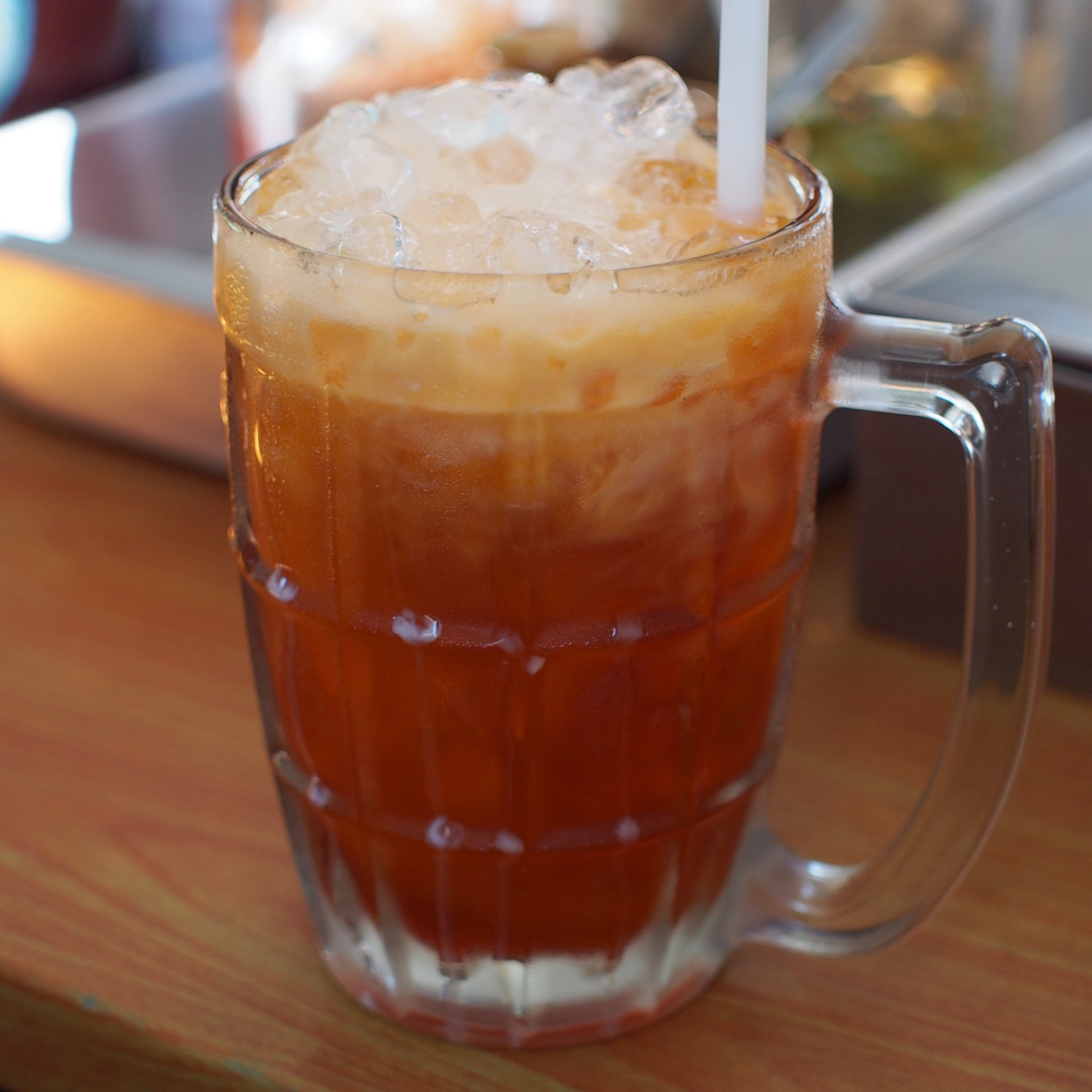
Un boccale di Cha yen servito in un chiosco di noodle in Thailandia

Il tè thailandese (in thailandese ชาไทย, Cha thai) è una bevanda originaria della Thailandia, ottenuta mescolando latte, zucchero e tè di Ceylon nero. Può essere servito sia caldo che freddo: in quest'ultimo caso, prende il nome di tè freddo thailandese (in thailandese ชาเย็น, Cha yen; [t͡ɕʰāː jēn] ). Questa bevanda è molto popolare nell'area del sud-est asiatico, e viene sovente servita nei ristoranti di cucina thailandese.

## Varietà

### Freddo
- Tè freddo thailandese nero (in thailandese ชาดำเย็น, Cha dam yen): una variante servita solo con la dolcezza dello zucchero, senza l'aggiunta del latte. L'idea si basa sul tè tradizionale indiano, usato come ingrediente principale.
- Tè thailandese al lime (in thailandese ชามะนาว, Cha manau): simile al tè freddo thailandese nero, ma con l'aggiunta di lime e talvolta di menta.

### Caldo
In Thailandia, il tè thailandese caldo è spesso servito durante le ore della mattina, accompagnato da pathongko (in thailandese ปาท่องโก๋).
- Tè caldo thailandese (in thailandese ชาร้อน, Cha rorn): il tè è servito caldo.
- Tè caldo thailandese nero (in thailandese ชาดำเย็น, Cha dam rorn): simile al tè caldo thailandese, ma servito senza l'aggiunta di latte.